# Hünxe
Hünxe is een plaats en gemeente gelegen aan de beneden-Nederrijn in het noordwesten van het Ruhrgebied in de Duitse deelstaat Noordrijn-Westfalen. De gemeente telt 13.596 inwoners (31 december 2020) op een oppervlakte van 106,82 km².
Hünxe is onderdeel van de Euregio Rijn-Waal.
De gemeente ligt in Kreis Wesel in het Regierungsbezirk (regio) Düsseldorf.

## Geografie, infrastructuur
De gemeente Hünxe ligt ongeveer 10 km ten oosten van Wesel en 9 km ten noorden van Dinslaken. Het grootste gedeelte van de gemeente behoort tot het natuurgebied Hoge Mark (Hohe Mark). In het westen van dit gebied bevindt zich het natuurreservaat Kaninchenberge.

### Delen van de gemeente (Ortsteile)

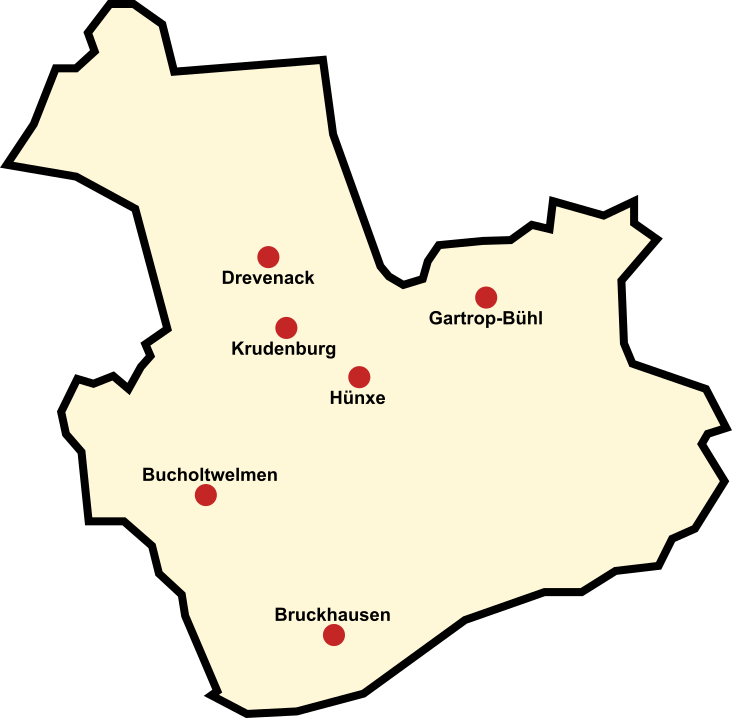
Situering Ortsteile van Hünxe

De gemeente Hünxe bestaat uit 6 stadsdelen:
- Bruckhausen: 2.011,7 ha, 4.004 inwoners
- Bucholtwelmen: 1.250,8 ha, 474 inwoners
- Drevenack: 3.006,4 ha, 3.307 inwoners
- Gartrop-Bühl: 1.832,7 ha, 680 inwoners
- Hünxe: 2.450,5 ha, 5.345 inwoners
- Krudenburg: 128,1 ha, 299 inwoners

Totaal gemeente: 10.680,2 ha,  14.144 inwoners.
(Alle inwonertallen per 31-12-2020.)

### Wapensvan delen van de gemeente Hünxe

Wapen v.m. gemeente Drevenack
Wapen v.m. gemeente Gartrop-Bühl
Wapen v.m. Amt Gahlen in het oosten van het gemeentegebied en in Schermbeck

### Naburige gemeentes
- In het noordwesten: Hamminkeln
- In het westen: Wesel
- In het zuiden: Voerde en iets verderop Dinslaken
- In het oosten: Schermbeck en iets verderop Dorsten
- In het zuidoosten: Bottrop

### Wegverkeer
De gemeente ligt aan de Autobahn A3 Oberhausen- Arnhem. Aan deze Autobahn ligt te Hünxe ook een bekende Raststätte, met motel. Vanaf afrit 7 van deze Autobahn leidt een weg langs het WDK naar Hünxe toe (afstand minder dan 2 km).

### Openbaar vervoer
Hünxe ligt niet aan een spoorlijn.  Het dichtstbij gelegen spoorwegstation is station Wesel. Er rijden snelbussen tussen Hünxe en de stations van Dinslaken en Wesel v.v..

### Waterwegen
Zowel de rivier de Lippe als het iets ten zuiden van die rivier lopende Wesel-Dattelnkanaal (vaak afgekort:WDK) doorstromen het gemeentegebied.

### Luchtvaart
De gemeente heeft op haar grondgebied, precies op de grens met de gemeente Bottrop, een klein vliegveld.

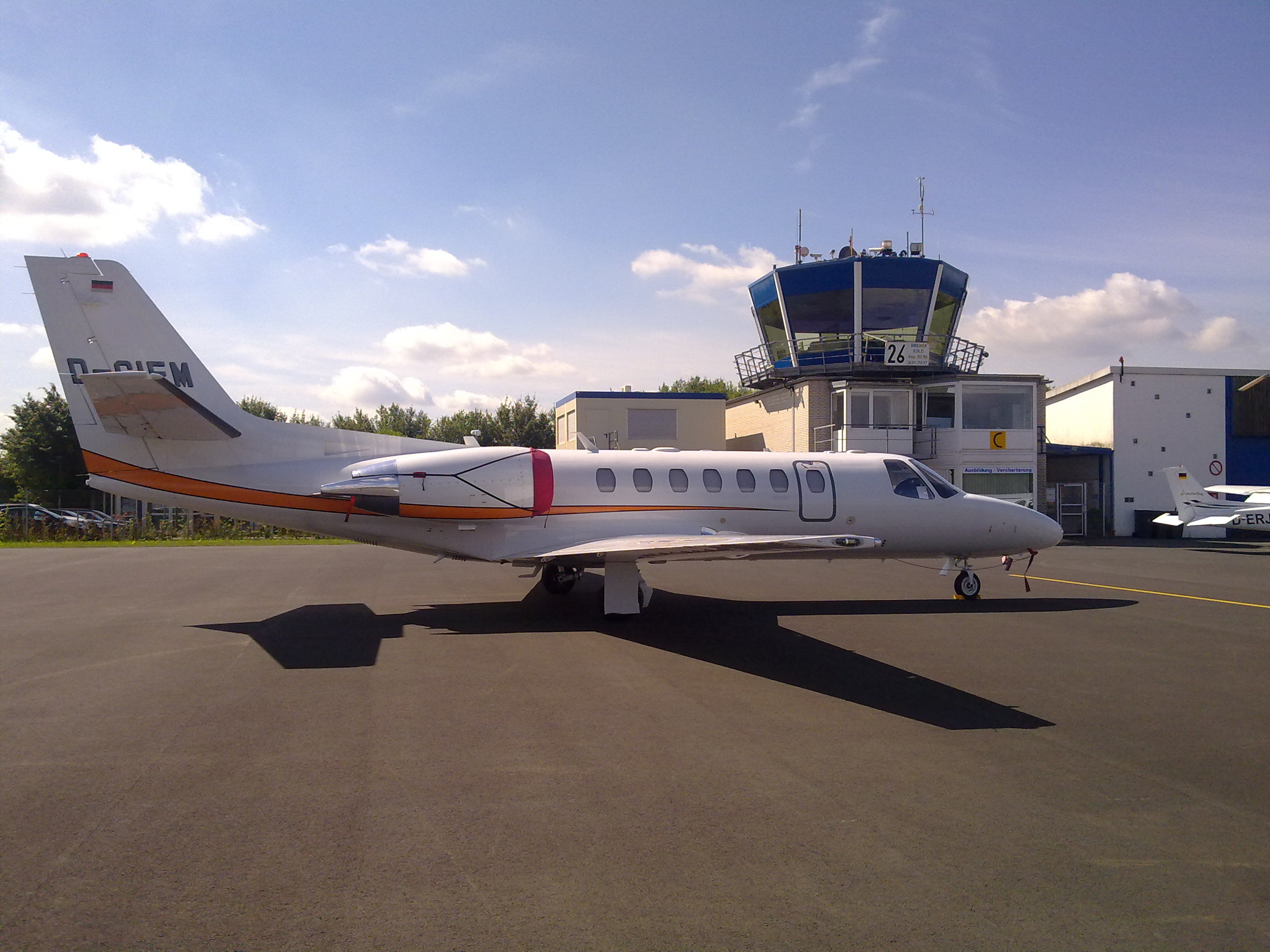
Vliegveld

Deze Flugplatz Dinslaken/Schwarze Heide ligt circa 10 kilometer ten zuidoosten van Hünxe. De dichtstbij gelegen plaats is het circa 20.000 inwoners tellende Kirchhellen, gemeente Bottrop,  dat 5 km ten oost-zuidoosten van het vliegveld ligt. Het vliegveld beschikt over één geasfalteerde start- en landingsbaan van 1.500 meter lengte en 30 meter breedte.
De ICAO-code van het vliegveld luidt EDLD, de IATA-code luidt ZCV. De coördinaten zijn: 51° 36′ 59″  noorderbreedte en 6° 51′ 55″ oosterlengte. Het veld ligt op  65 m  (213 ft) boven zeeniveau. Het veld is opengesteld voor zweef- en hobbyvliegtuigjes, Cessna's, helikopters e.d.
In de lente van 1940 was hier een Fliegerhorst van de Luftwaffe aangelegd, die ook in de Tweede Wereldoorlog  is gebruikt voor luchtaanvallen in mei 1940 op Nederland en België. Het huidige vliegveld dateert uit 1958 en is eigendom van een aantal gemeenten in de regio, waaronder Hünxe.

## Economie
De gemeente Hünxe is economisch van weinig betekenis. Vanwege het natuurschoon en de culturele bezienswaardigheden is het toerisme er de voornaamste bron van inkomsten.

## Geschiedenis
De heuvelrug Testerberge, ten westen van Hünxe, was reeds in de prehistorie bewoond. Enige walburchten in de gemeente wijzen op bewoning in de 8e of 9e eeuw. Omstreeks 890 wordt Drevenack, en in 1092 Hünxe zelf voor het eerst in een document vermeld.
Van de middeleeuwen tot aan de Gulik-Kleefse Successieoorlog van 1609 behoorde Hünxe tot het Hertogdom Kleef. Daarna was het een deel van achtereenvolgens de Mark Brandenburg, Brandenburg-Pruisen, en het Koninkrijk Pruisen (met een onderbreking in de Napoleontische tijd, rond 1805). In 1871 ging dit op in het Duitse Keizerrijk. Stadsdeel Drevenack was van 1874 tot 1974 per trein bereikbaar vanuit Wesel; het lag aan een spoorlijn Venlo (NL)- Büderich-Haltern. Het stationsgebouw staat onder monumentenzorg. Delen van de spoorbaan naar Wesel zijn ten gerieve van goederenvervoer voor steenkool (verstookt in elektriciteitscentrales)  na 1974 blijven liggen.
De gemeente Hünxe is op 1 januari 1975 ontstaan door samenvoeging van de voormalige gemeenten Gartrop-Bühl, Hünxe, Drevenack en Krudenburg.

## Bezienswaardigheden
- Wandelen en fietsen door het Naturpark Hohe Mark, zie toeristische weblink onderaan dit artikel
- Kasteel Gartrop (barokstijl; 17e/18e-eeuws), ten oosten van Hünxe is een zeer fraai gebouwencomplex, omgeven door een groot park. Het is in gebruik als exclusief hotel-restaurant en locatie voor luxe bruiloften en andere evenementen. Eén keer per maand kan men het kasteel (na afspraak) op een donderdag bezichtigen; men wordt verondersteld, na de rondleiding 's avonds in het kasteelrestaurant te blijven dineren.
- Aan de schilder en beeldhouwer Otto Pankok gewijd museum[3] in een bijgebouw van het landhuis Haus Esselt te Drevenack. Het kasteeltje zelf, dat in zijn huidige vorm uit de eerste helft van de 18e eeuw dateert, en in 2020-21 is gerestaureerd, is incidenteel, in het kader van rondleidingen, ook te bezichtigen.
- De evangelisch-lutherse kerk van Hünxe bevat een fraai, uit de 18e eeuw daterend grafmonument van de invloedrijke adellijke familie von Hüchtenbruch, in die tijd bezitters van kasteel Gartrop. De kerk zelf dateert uit de 13e eeuw en werd in 1897 gerenoveerd.
- Het gerestaureerde schippersdorpje Krudenburg met haventje aan de Lippe en kasteelruïne
- Watermolenmuseum Gartrop
- School- en streekmuseum Alte Bergschule

## Belangrijke personen in relatie tot de gemeente
- Otto Pankok (1893-1966), beeldend kunstenaar, lange tijd woonachtig te Drevenack,  en zijn echtgenote, de journaliste Hulda Pankok, geb. Droste (* 20 februari 1895 in Bochum; † 8 september 1985 in Drevenack)

## Stedenbanden
- Rochecorbon (Frankrijk) sinds 1988

## Afbeeldingen

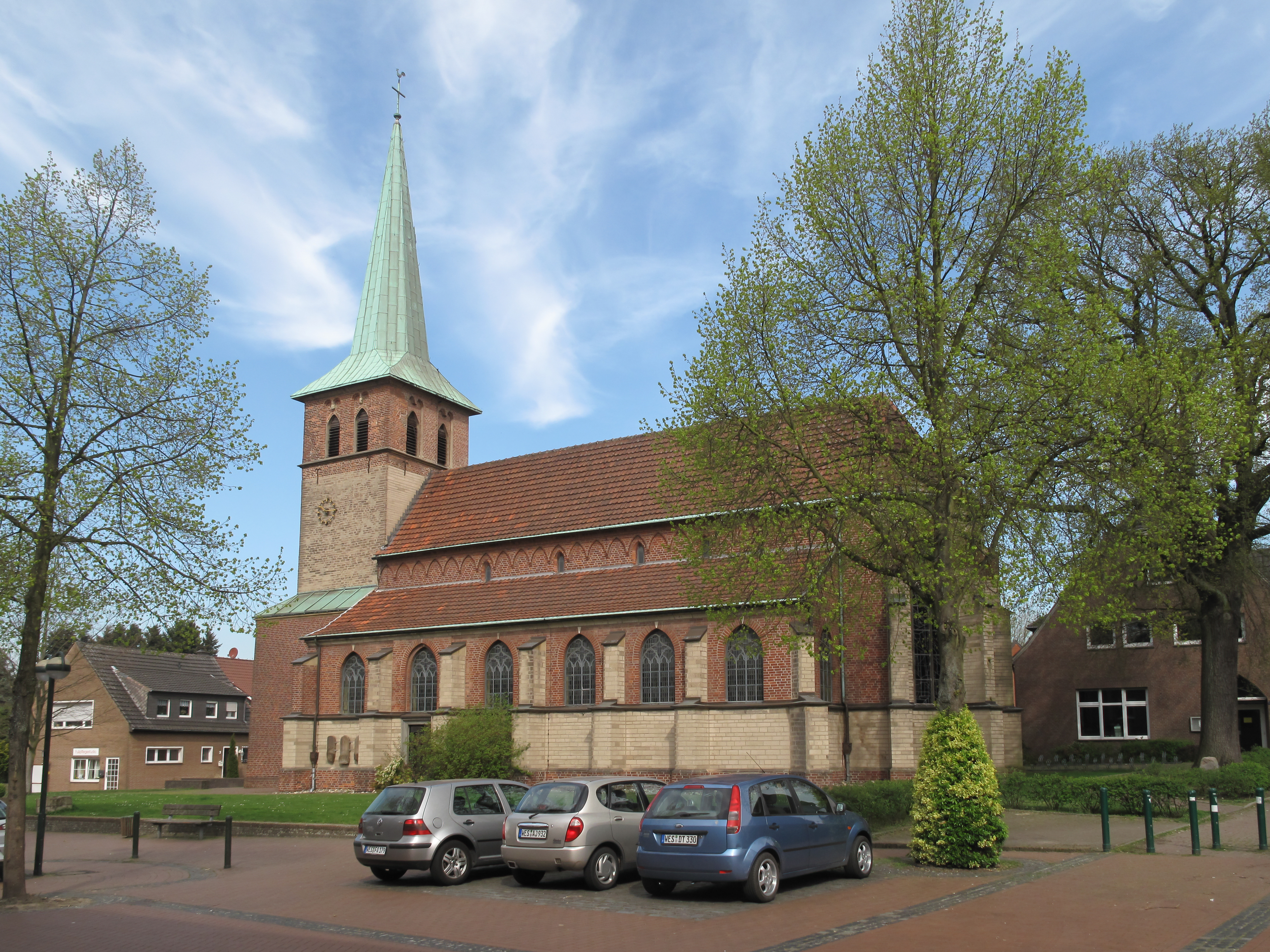
Kerk
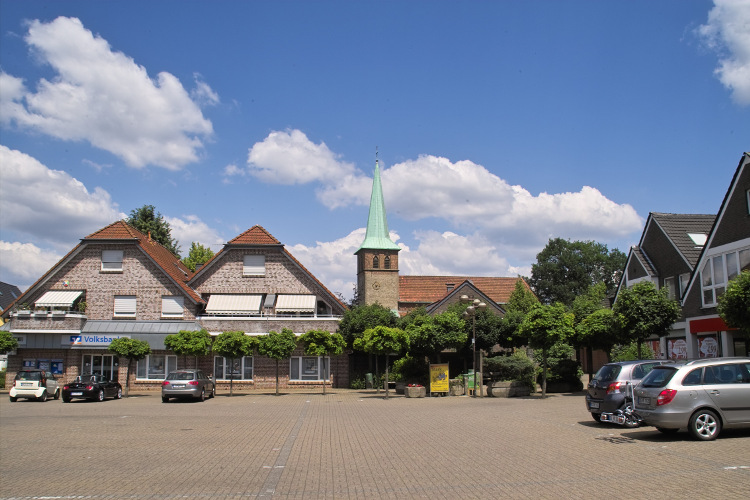
Marktplatz
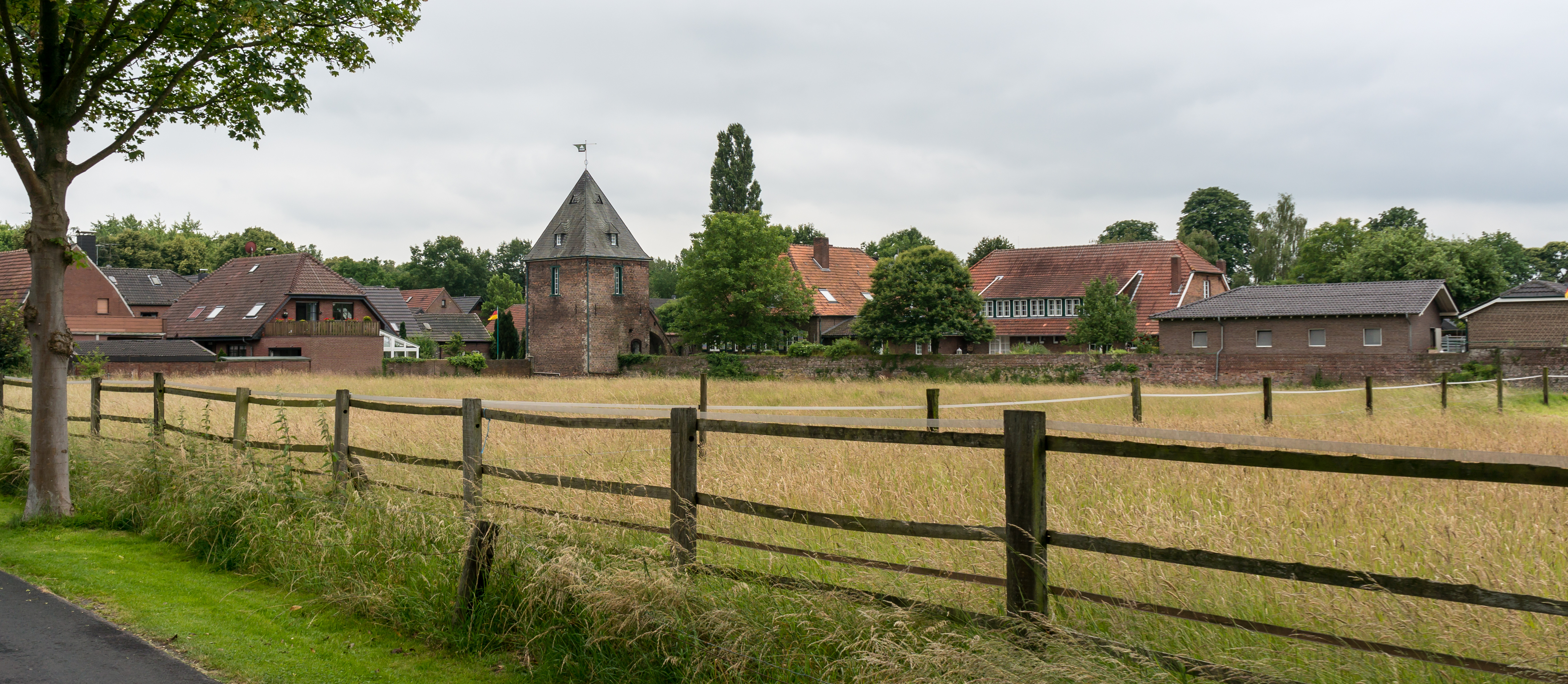
Gezicht op Krudenburg
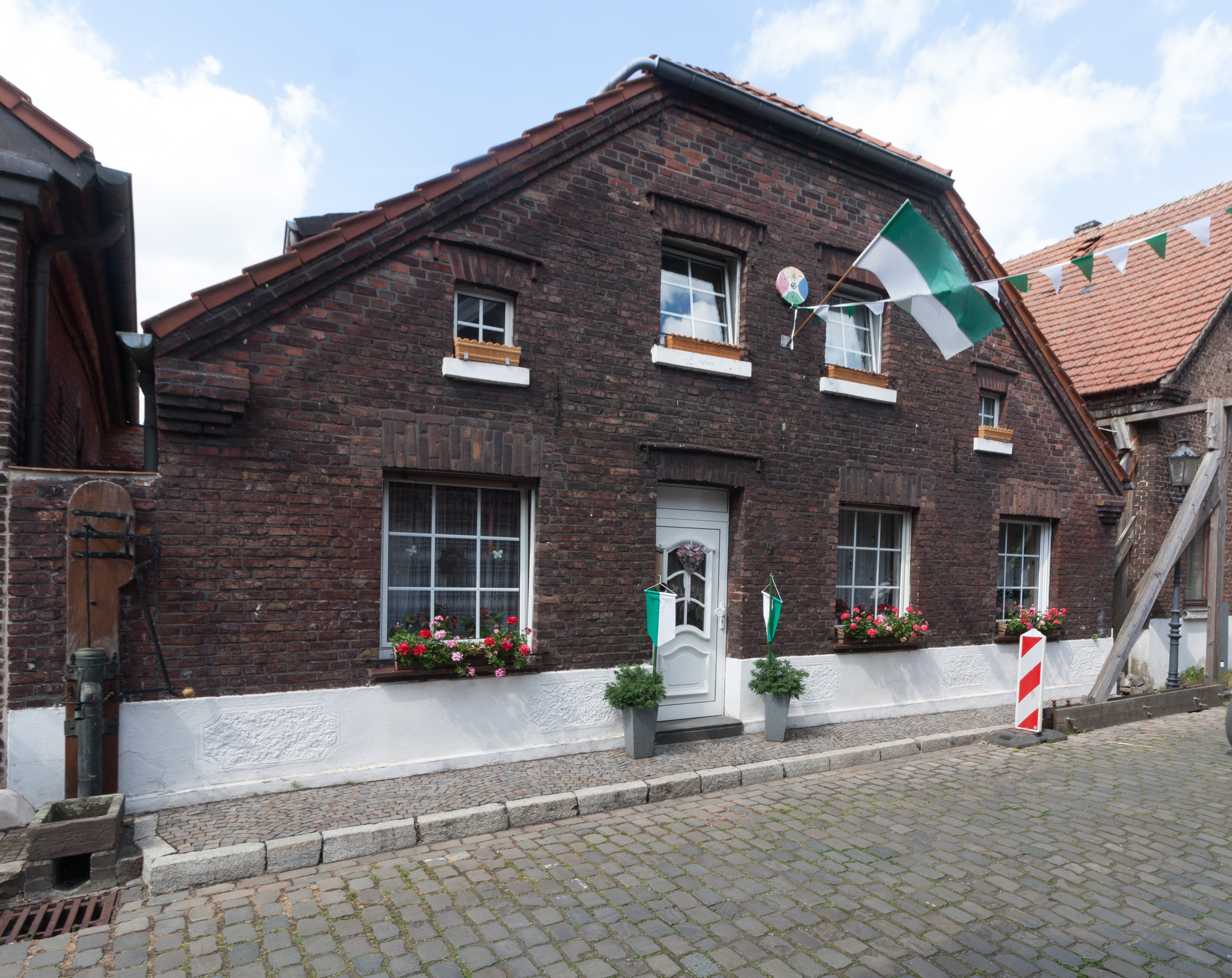
Typisch schippershuis uit 1850 te Krudenburg
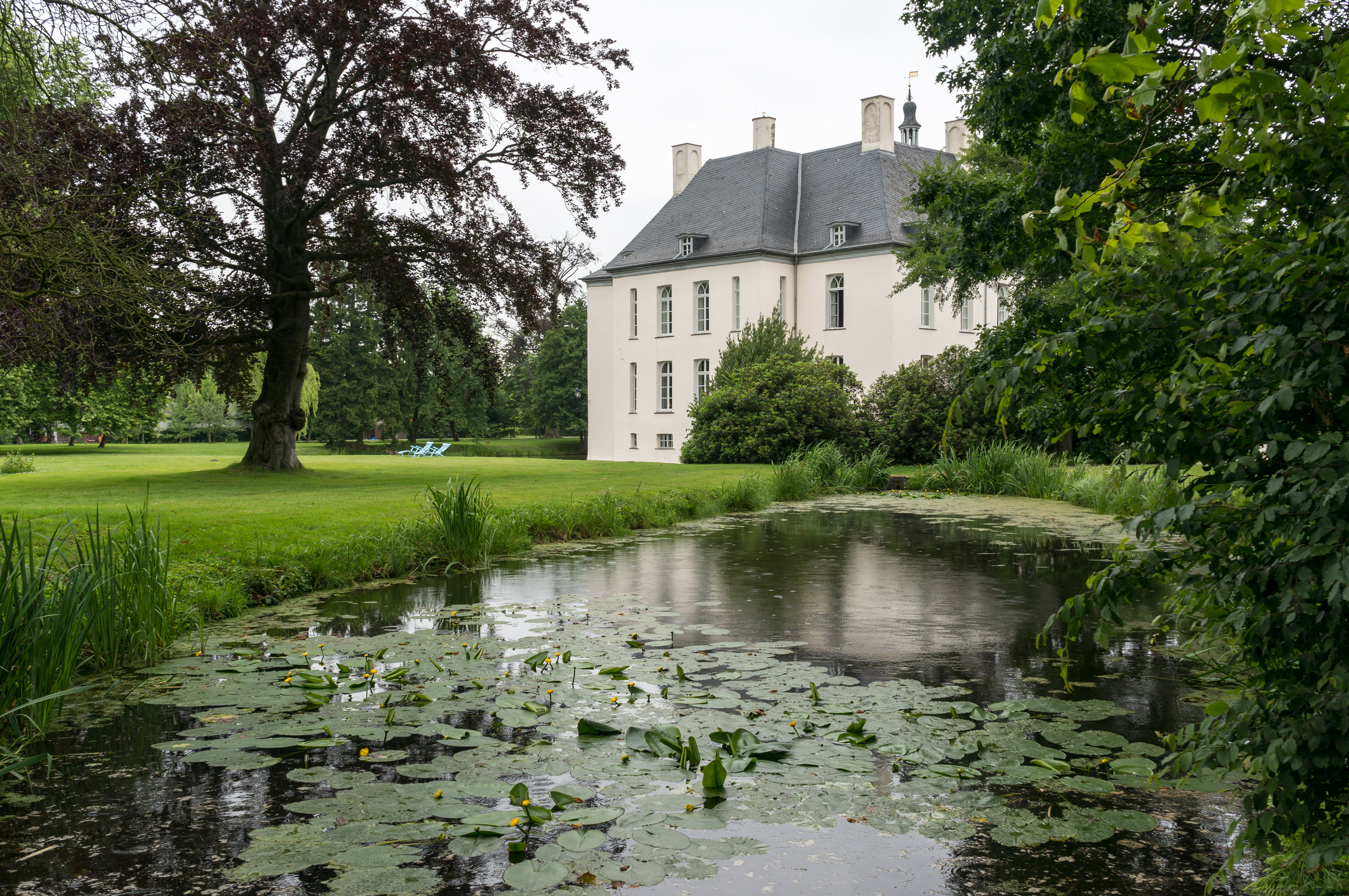
Schloss Gartrop
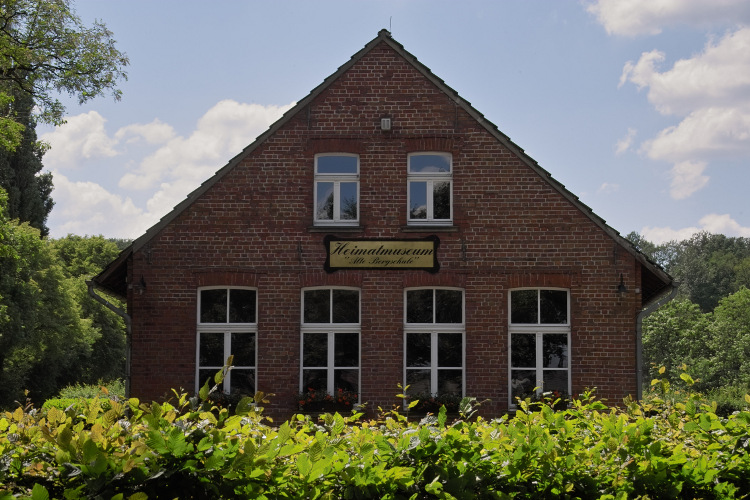
School- en streekmuseum Alte Bergschule
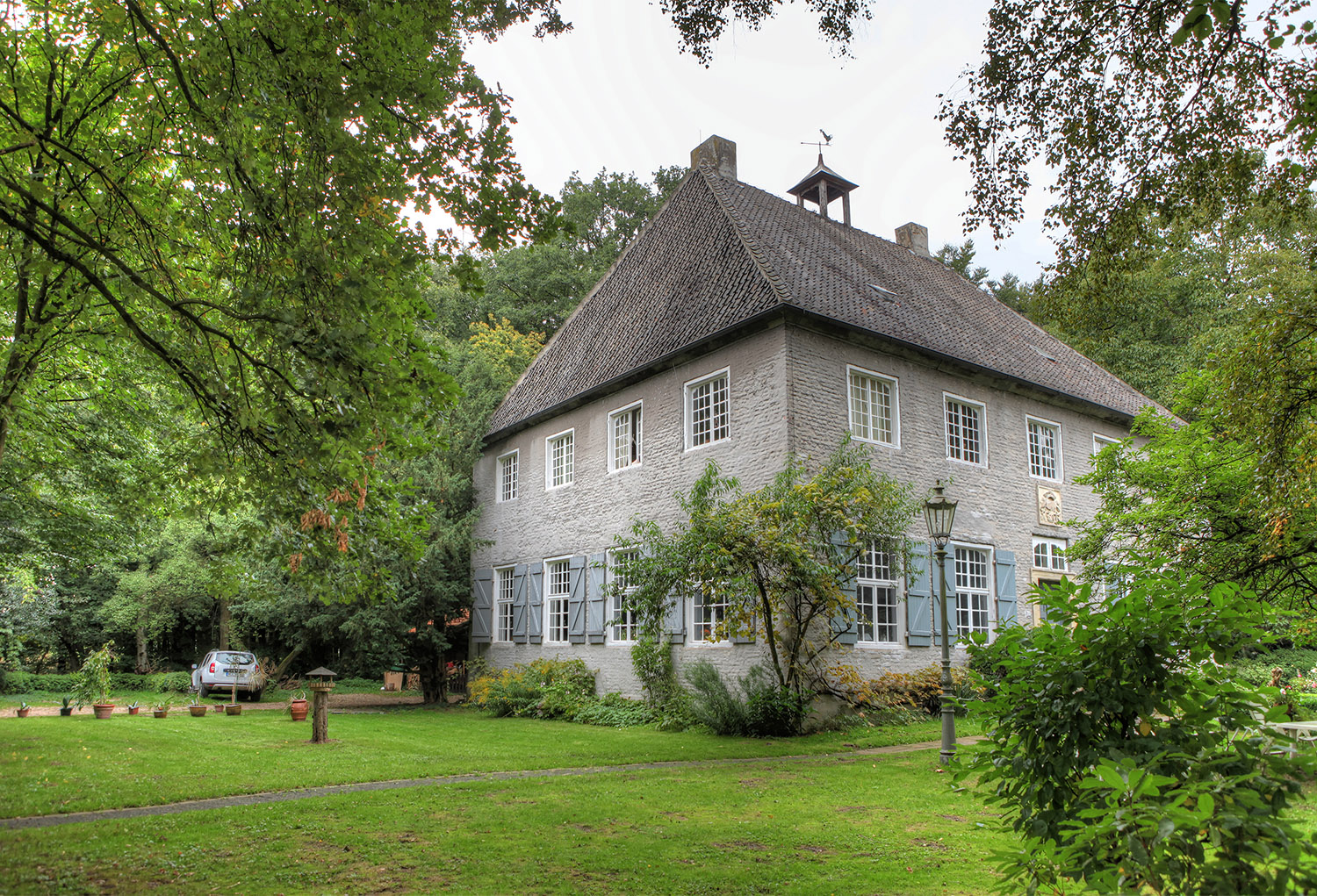
Kasteeltje Haus Esselt
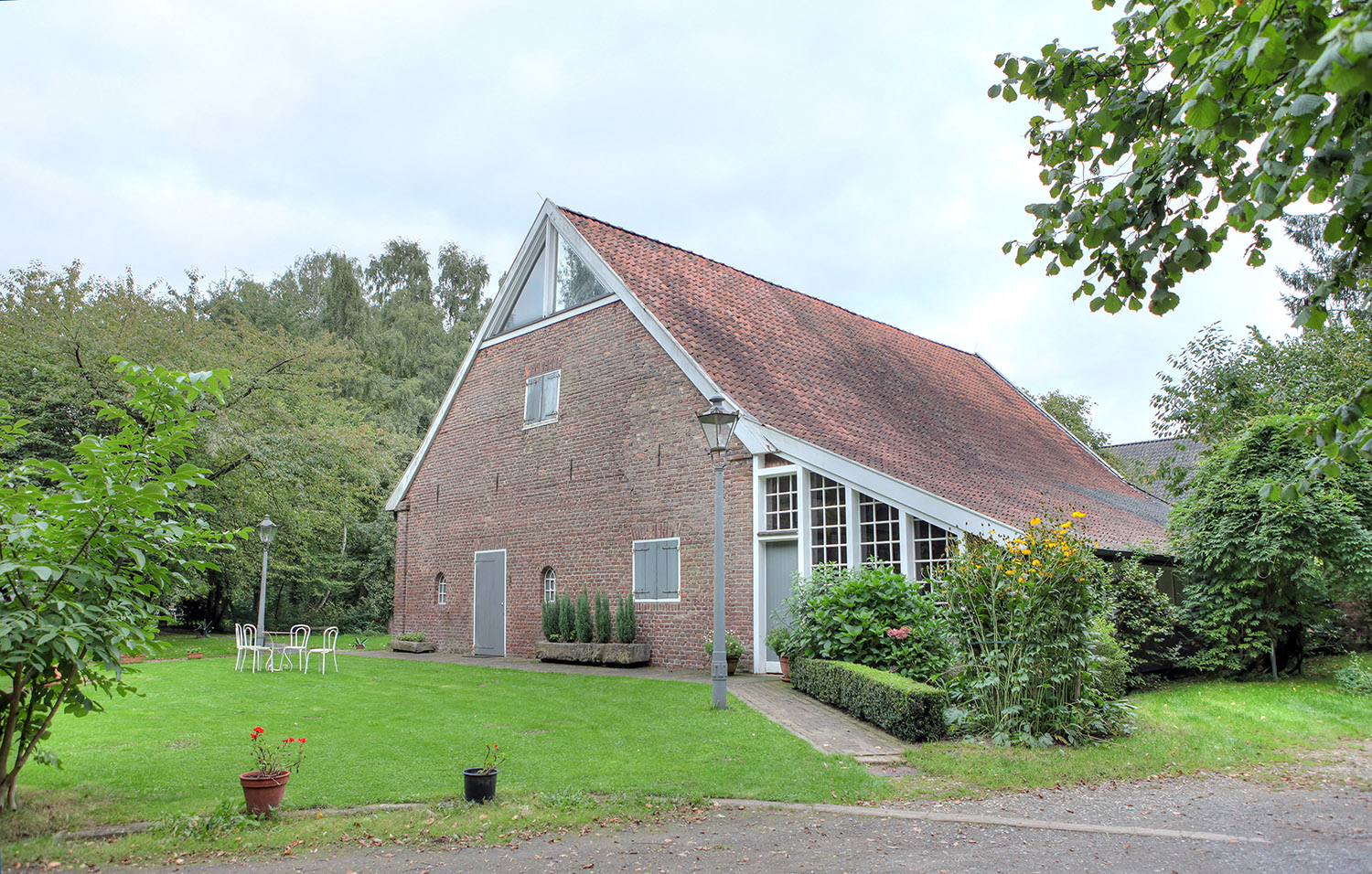
Bijgebouw Haus Esselt (Otto-Pankok-Museum)
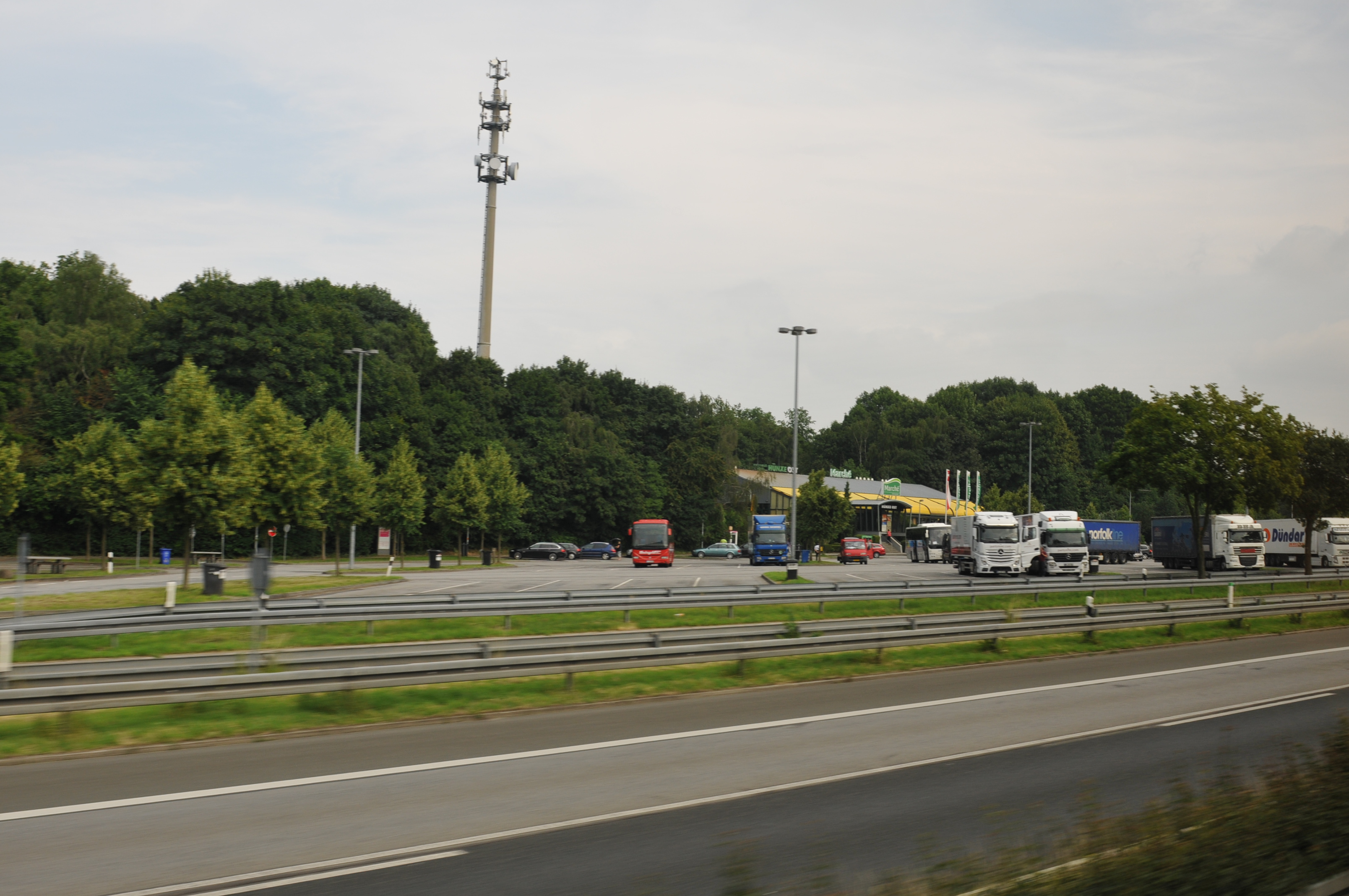
Raststätte Hünxe aan Bundesautobahn 3
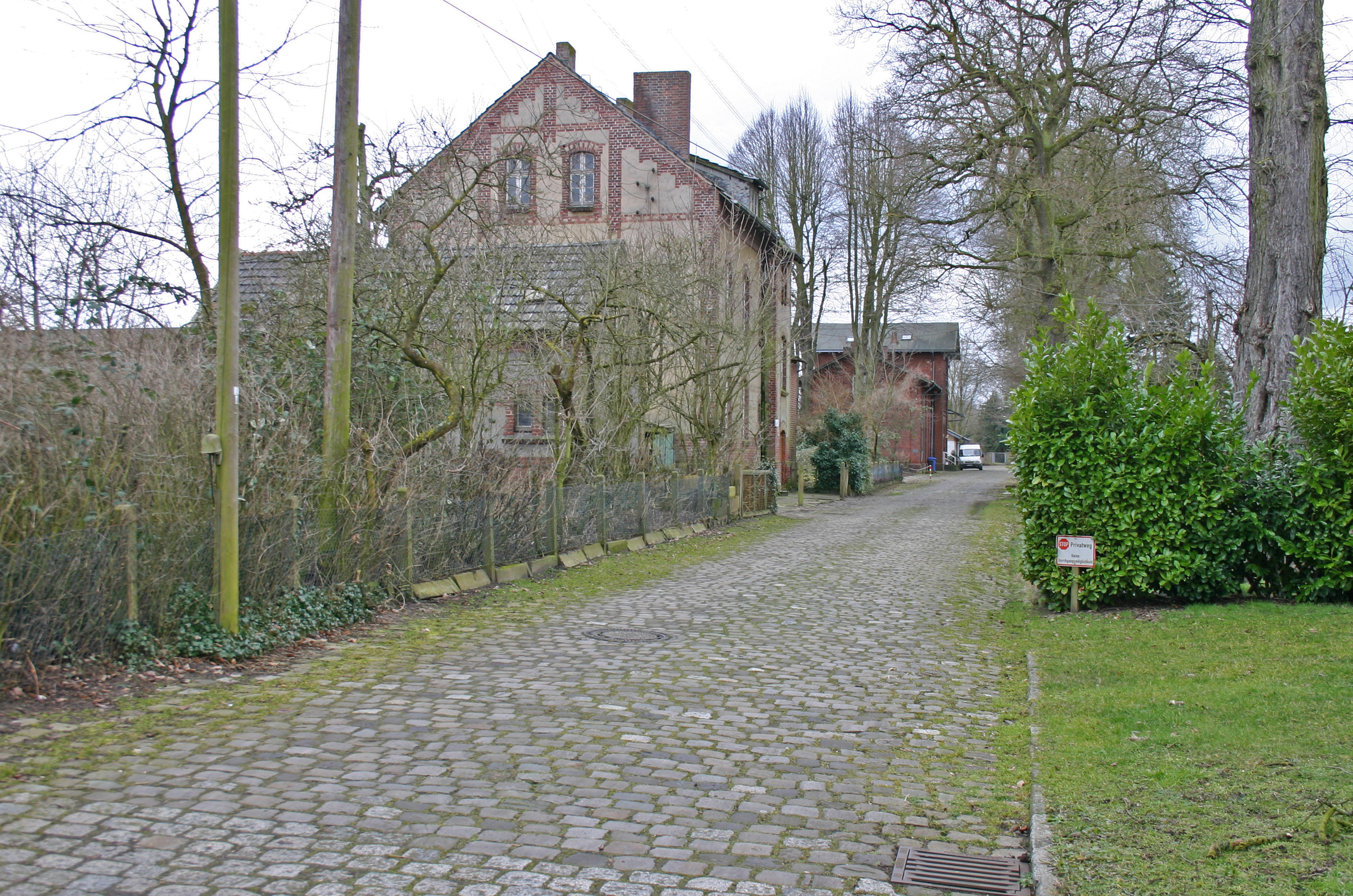
Voormalig station Drevenack